# Dave Willock
David Willock (Dave Willock, né le 13 août 1909 à Chicago et mort le 12 novembre 1990 un acteur américain. Il apparaît dans 181 films et téléfilms entre 1939 et 1979.

## Biographie
David Willock naît à Chicago en 1909, et étudie à l'Université du Wisconsin. Entre 1931 et 1935 il se produit dans des vaudevilles avec son partenaire Jack Carson. Il fait de la radio entre 1931 et 1945. Il fait ses débuts au cinéma en 1938, et à partir du début des années 1950 il travaille pour la télévision.
Il est enterré au Valhalla Memorial Park Cemetery, et a son étoile sur le Hollywood Walk of Fame.

## Filmographie partielle
- 1939 : La Lutte pour le ranch (Three Texas Steers) - non crédité
- 1939 : S.O.S. Tidal Wave (en)
- 1939 : Nous irons à Paris
- 1942 : Jordan le révolté
- 1943 : Dixie Dugan (film)
- 1944 : Le Porte-avions X
- 1944 : Pin Up Girl
- 1947 : Les Magiciens du swing
- 1952 : Les Vainqueurs de Corée
- 1953 : Le Météore de la nuit
- 1955 : La Revanche de la créature
- 1957 : L'Homme qui n'a jamais ri
- 1958 : Queen of Outer Space
- 1959 : Tout près de Satan
- 1962 : Qu'est-il arrivé à Baby Jane ?
- 1963 : Le Divan de l'infidélité
- 1964 : Ne m'envoyez pas de fleurs
- 1964 : Jerry chez les cinoques
- 1971 : Un singulier directeur
- 1975 : Hustle (en)